# Nieuw-Vossemeer
Nieuw-Vossemeer (Brabants: Vosmear) is een dorp in de gemeente Steenbergen, in de Nederlandse provincie Noord-Brabant. Het dorp wordt van Oud-Vossemeer (provincie Zeeland, gemeente Tholen) gescheiden door het Schelde-Rijnkanaal. Nieuw-Vossemeer was tot 1997 een zelfstandige gemeente.

## Etymologie
Nieuw-Vossemeer dankt zijn naam aan de heerlijkheid Vossemeer en Vrijberghe, waar het een onderdeel van was. Het Vossemeer was de naam van een groot water dat zich vroeger ter weerszijden van de Eendracht uitstrekte. Dit Vossemeer is geleidelijk ingepolderd en uiteindelijk werd de Eendracht de grens.

## Geschiedenis

### Oorsprong
De geschiedenis van Nieuw-Vossemeer begint in het jaar 1410, toen hertog Willem van Beieren, graaf van Holland en Zeeland, de heerlijkheid Vossemeer te leen gaf aan 6 ambachtsheren. Deze uitgifte werd gedaan met het oog op de bedijking van gebied. Deze bedijking werd uitgevoerd over een periode van meer dan 450 jaar tot 1869.
Het dorp Nieuw-Vossemeer werd in 1567 gesticht toen de bouw van de eerste huizen plaatsvond en de bedijking van de Hoogplaat, de polder van Nieuw-Vossemeer, had plaatsgevonden.
Als gevolg van de Tachtigjarige Oorlog (1568-1648) verdween Nieuw-Vossemeer van de kaart, doordat Spaanse soldaten de polders onder water zetten en de huizen verbrandden. In 1609 ging het Twaalfjarig Bestand in, waarop begonnen werd met de wederopbouw. Het hernieuwde Nieuw-Vossemeer hoorde ook toen nog bij Zeeland en vormde op bestuurlijk niveau een geheel met Oud-Vossemeer. Ter verdediging van Zeeland werd de Linie van de Eendracht aangelegd, als onderdeel waarvan in 1615 het Fort Maurits werd gebouwd. Dit fort is tegenwoordig vrijwel verdwenen.

### Vanaf Bataafse Republiek tot heden
In 1795 werd de Republiek der Verenigde Nederlanden binnengedrongen door het Franse leger. Zij doopten het land om tot de Bataafse Republiek (1795-1806). De revolutionaire indringers zetten zich in voor democratie. Zo ook in de beide Vossemeren. De regenten van de regio werden ontslagen, maar werden vervolgens door de bevolking gekozen tot provisionele representanten. In 1806 besloot keizer Napoleon dat de Bataafse Republiek moest worden omgedoopt tot het koninkrijk Holland. Zijn broer Lodewijk werd de eerste koning van 1806 tot 1810. Op 4 mei 1809 bracht hij een bezoek aan Nieuw-Vossemeer. De vorst besloot de plaats tot een zelfstandige gemeente te verheffen die los stond van Oud-Vossemeer en Zeeland. Op 20 juli 1814 werd deze wijziging bekrachtigd door een Koninklijk besluit.
In de vele jaren die volgden ontwikkelde Nieuw-Vossemeer zich, voornamelijk door lintbebouwing langs de dijken. Het dorp werd omringd door gehuchten als Heense Molen, Notendaal en Rolaf.
In de Tweede Wereldoorlog liep Nieuw-Vossemeer weinig schade op. Op 3 november 1944 werd het dorp bevrijd door de geallieerden.

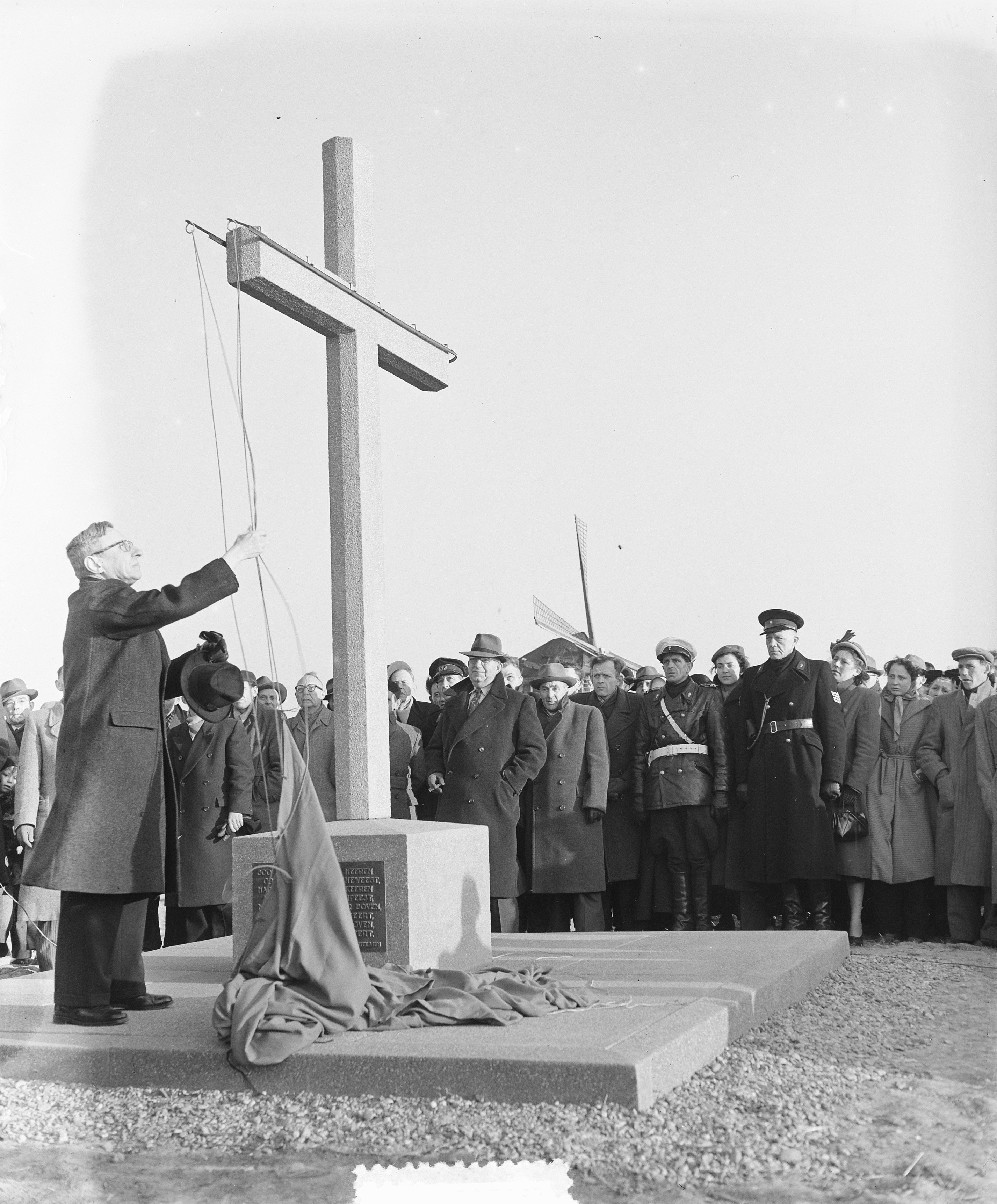
Het oude Watersnoodmonument uit 1954 aan de Veerweg wordt onthuld door CdK Jan de Quay

Veel groter was de schade die werd geleden bij de Watersnoodramp van 1953. Vijftig inwoners verdronken toen. Op de plaats waar de zee door de dijk naar binnen drong is een herdenkingskruis gesticht ter nagedachtenis aan de omgekomenen. Omdat dat monument moeilijk toegankelijk was werd in 1996 een nieuw watersnoodmonument gerealiseerd aan de Voorstraat. Na de watersnood werd begonnen aan een betere ontsluiting van het dorp door de aanleg van goede wegen en planmatige bebouwing, alsmede een grotere mobiliteit van de inwoners.
Lange tijd was reizen tussen Oud- en Nieuw-Vossemeer alleen mogelijk via een veerpont. Toen deze op 28 februari 1973 grote schade opliep was dat tijdelijk onmogelijk. Eerder was echter al begonnen met de bouw van een brug, die in november van dat jaar af zou moeten zijn. Door een aantal fouten in de constructie mocht deze aanvankelijk echter alleen door fietsers en voetgangers gebruikt worden. Op 11 april 1974 vond de officiële opening plaats. Vanaf dat moment konden ook auto’s door middel van de brug het Schelde-Rijnkanaal (voorheen De Eendracht) oversteken.

### Kerkelijke geschiedenis
Na de revolutie in 1795 besloot de overwegend katholieke bevolking een eigen kerk op te richten om niet meer naar andere dorpen te hoeven gaan voor het praktiseren van het geloof. Het resultaat was een sober kerkgebouw, dat in 1841 werd vervangen. De tweede kerk moest op zijn beurt in 1873 wijken voor de huidige Johannes de Doperkerk.
In 1910 werd het Klooster Nazareth gebouwd aan Schoolstraat 9. Het werd gesticht door de Franciscanessen van Oirschot. Toen dezen na de Watersnoodramp niet terugkeerden, werden ze opgevolgd door de Zusters van Barmhartigheid van Ronse. Toen ook die vertrokken, fungeerde het van 1976-1997 als gemeentehuis. Later werd het een kinderdagverblijf.
Vele jaren eerder (1649) hadden de protestanten een hervormde gemeente gesticht. Dat begon met diensten aan huis, maar dankzij financiële steun door de Zeeuwse overheid en ambachtsheren kon in 1654 een kerkje gebouwd worden. Dit werd in 1850 rigoureus verbouwd en in 1969 gerestaureerd, nadat het schade had opgelopen bij de Watersnoodramp van 1953.

### A.M. de Jong en Merijntje Gijzen

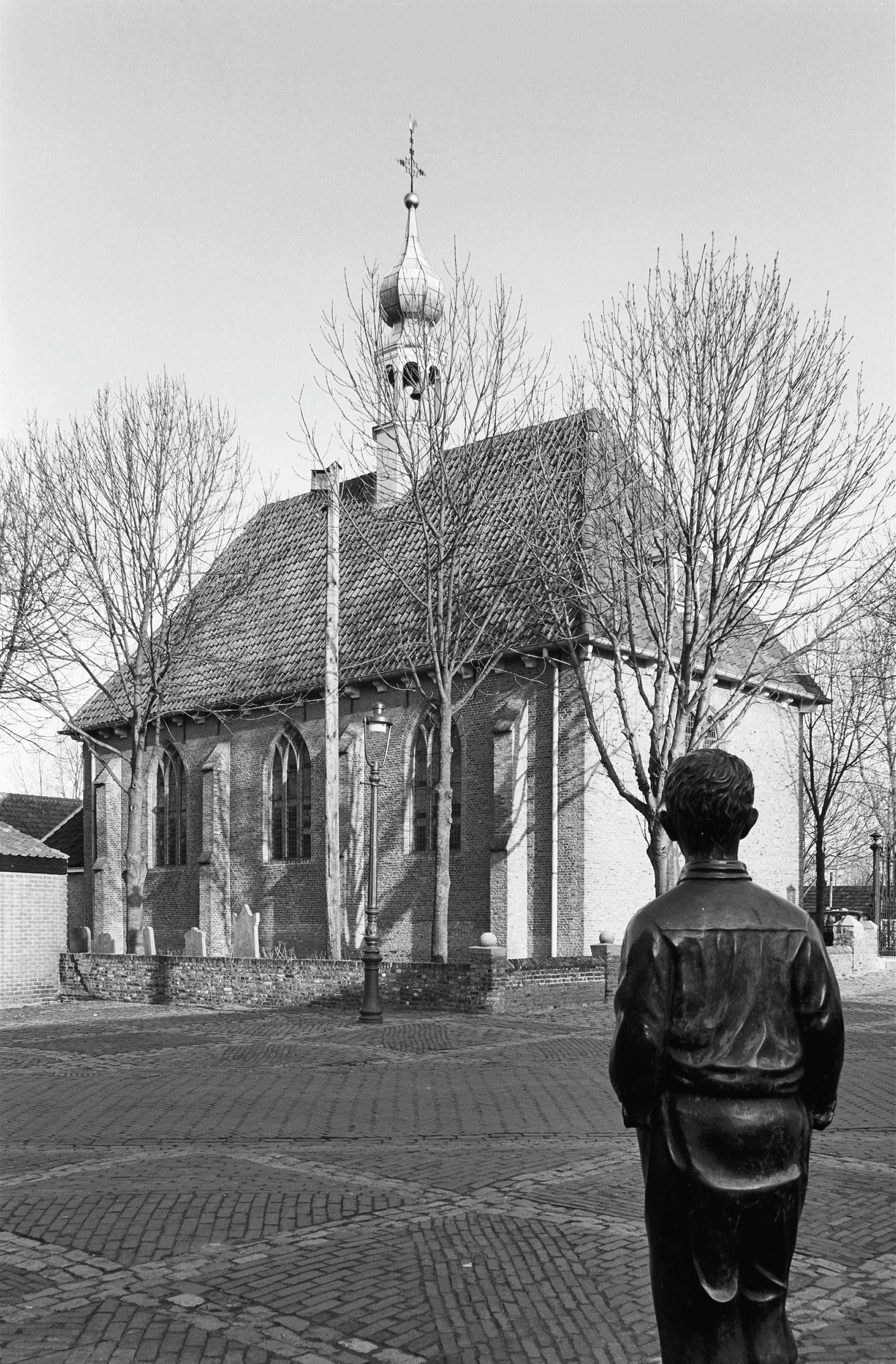
Standbeeld van Merijntje Gijzen in Nieuw-Vossemeer

Een van de bekendste personen in de geschiedenis van Nieuw-Vossemeer is de schrijver A.M. de Jong (1888-1943). Voor hij werd vermoord door SS'ers schreef hij boeken en essays, waaronder een serie boeken over Merijntje Gijzen. Daarin wordt het verhaal verteld over een jongetje dat in de omgeving van Nieuw-Vossemeer heeft geleefd en daar allerlei avonturen beleefde. Naast de boeken en de film uit 1936 werd in de jaren 70 ook een televisieserie Merijntje Gijzen's jeugd uitgebracht. In 1974 stonden vier afleveringen van de serie in de kijkcijfer-top 10, geflankeerd door een zestal voetbalwedstrijden. Naast het standbeeld van Merijntje Gijzen is in Nieuw-Vossemeer ook het A.M. de Jong-museum te vinden.

### Watersnood van 1953
In de zeer vroege ochtend van zondag 1 februari 1953 voltrok zich ten gevolge van de zware aanhoudende storm en springvloed de watersnoodramp. Op veel plaatsen liepen de dijken van de Eendracht over door de hoge waterstand, waardoor binnen korte tijd gaten van soms wel 100 meter in de dijk sloegen. Zelfs in de binnendijk van de Boerengorspolder in de Paardenhoek viel een gat. De bewoners van het dorp waren 's nachts met de sirene gewaarschuwd voor het dreigende onheil, maar niemand had dit in de verdere omgeving van het dorp, ten gevolge van de loeiende storm, gehoord. Vanuit de Paardenhoek waren de mensen in de rampnacht al op eigen gelegenheid naar het dorp op de Hoogte gevlucht. Doordat op de Nieuw-Vossemeersedijk in de Paardenhoek het elektriciteitshuis door het geweld van het water werd weggeslagen verkeerde het dorp in een mum van tijd in een volledig isolement, want alle verbindingen waren hierdoor vernield. Ook in de omliggende polders, met name bij de Pelsendijk, voltrok zich het onheil. Het gehele dorp en zijn polders kwamen onder water te staan en veel mensen, 50 in totaal, zijn er verdronken. Ruim twee dagen lang zat de bevolking in het rampgebied opgesloten voordat de redding en evacuatie op gang kwamen.

## Bezienswaardigheden

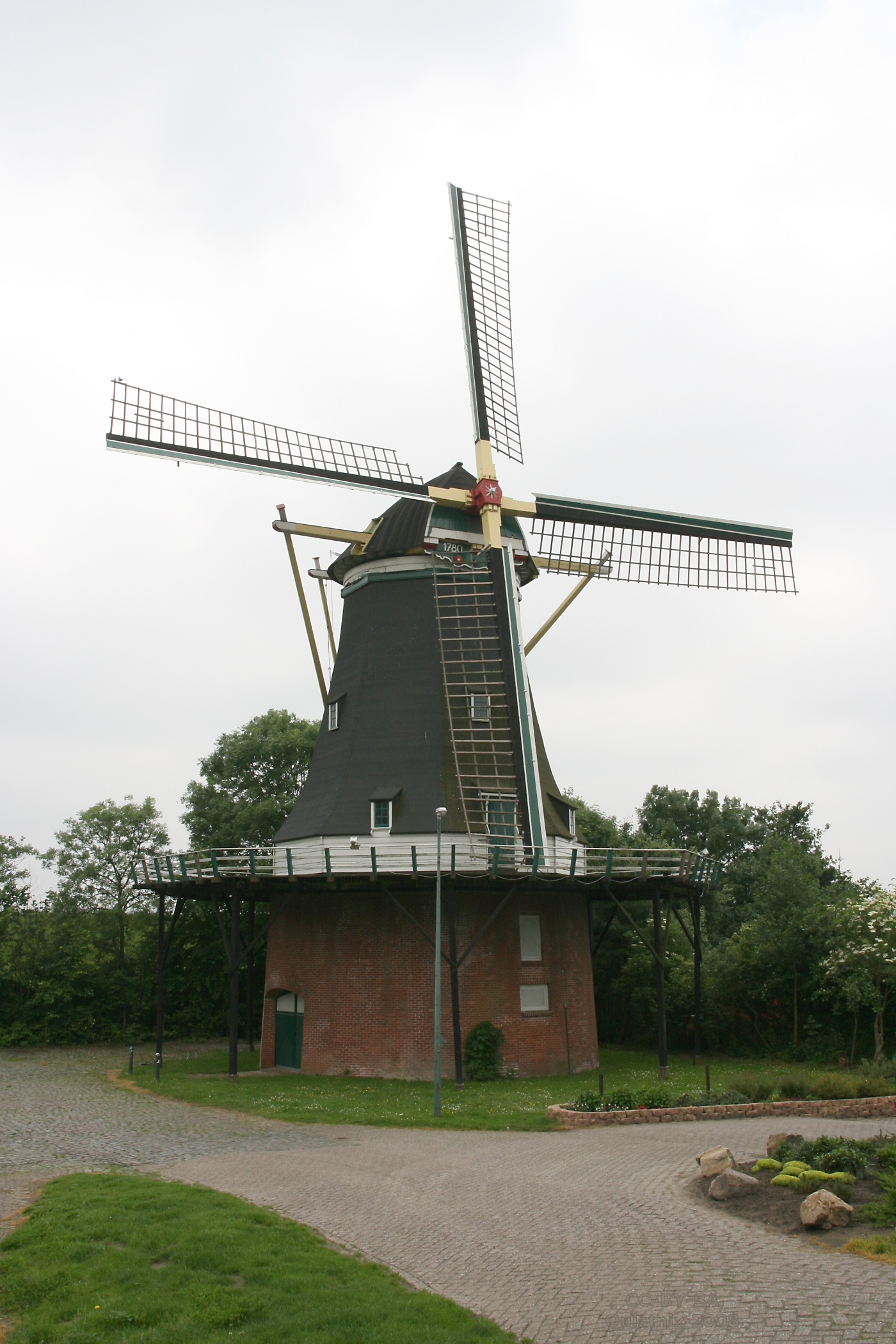
De molen Assumburg in Nieuw-Vossemeer

Nieuw-Vossemeer is aangelegd als een gedeeltelijk voorstraatdorp. Het kent een Voorstraat en een Achterstraat, maar geen symmetrie daarin.
- De protestantse kerk, aan Voorstraat 48, is een zaalkerk uit 1654, voorzien van een tentdak met achtkante dakruiter, waarvan de spits voorzien is van een peer. Het kerkje werd grondig verbouwd in 1849.
- De Johannes de Doperkerk, aan Achterstraat 13, is een neogotische driebeukige kruisbasiliek uit 1873, ontworpen door C.P. van Genk, in samenwerking met J.W. Ramakers & Zonen Beeldhouwers uit Geleen. Vanaf 1875 leverde atelier Ramakers uit Geleen het Onze Lieve Vrouwe-altaar. In 1877 plaatste vervolgens dezelfde atelier uit Geleen de neogotische preekstoel. De trap is gestoken met prachtig loofwerken een fraai bewerkte kuip met de vier evangelisten. Bovendien had de preekstoel een klankbord dat één geheel vormde met de rest van de preekstoel. In 1879 leverde Ramakers het gepolychromeerde neo-gotische Onze Lieve Vrouwe van het H. Hartaltaar. In 1881 plaatste Ramakers het neo-gotische hoofdaltaar. De tombe is van wit steen en bevat drie groepen, gescheiden door acht pilaartjes van groen marmer. Het altaar is toegewijd aan de geboorte van Jezus Christus wat ook op de altaarscenario´s prijkt. De kerk heeft een toren en een dakruiter. Ze werd in 1929 uitgebreid en in 1955-1956 hersteld van de schade die ze opgelopen had bij de Watersnoodramp van 1953.
- Windmolen Assumburg, van het type houten achtkant, gebouwd in 1780 en in 1889 naar Nieuw-Vossemeer verplaatst.
- Windmolen De Vos in de buurtschap Heense Molen, halverwege tussen Nieuw-Vossemeer en De Heen.
- Mariakapel aan de Achterstraat 13, een bakstenen kapelletje met zadeldak uit 2004, gebouwd ter gelegenheid van het 40-jarig priesterschap van pastoor Van Schaik.
- Een houten kruis als oorlogsmonument, aan de Glymeseweg, opgericht op de plaats waar verzetsstrijder R. Elling uit Lepelstraat werd omgebracht.
- Monument voor de vijftig slachtoffers van de Watersnoodramp van 1953, met de tekst:

Mensen op de levenszee, 

wees stil.

De stem van God 

kan alleen gehoord 

worden in je hart als

de tong zich stilhoudt.

De storm bedaard is en

de golven kalm zijn.

### Musea
- In de molen Assumburg is een klein museum ingericht waar modellen zijn te vinden van alle in Nederland voorkomende molentypen.
- Het A.M. de Jong-museum, aan Voorstraat 29, gewijd aan de schrijver A.M. de Jong en zijn tijd.

## Natuur en landschap
Nieuw-Vossemeer ligt nabij de Eendracht, een zeearm die tegenwoordig vergraven is tot het Schelde-Rijnkanaal. Dit werd geopend in 1975.
De omgeving van Nieuw-Vossemeer bestaat uit zeekleipolderland dat voor akkerbouw wordt gebruikt. Hierin bevindt zich een enkel kreekrestant zoals de Rietkreek, met nog enkele moerassige oevers. Samen met het bosgebied De Stelle behoort dit tot het beheersobject Prinsland van Staatsbosbeheer.

## Sport en recreatie
Naast het eerdergenoemde A.M. de Jong-museum heeft Nieuw-Vossemeer nog een aantal andere activiteiten te bieden. Een hiervan is het jaarlijks terugkerende Borstrock-festival met jaarlijks duizenden bezoekers en gerenommeerde bands als Uriah Heep, Green Lizard, After Forever, Saxon en De Sjonnies. Ook op andere vlakken worden er activiteiten ontplooid. Zo is er de lokale voetbalclub NVS, de buurtvereniging Boerengors en zijn de lokale dweilbands De Stoeprakkers en De Vossebloazers in de regio bekend. Voor de toeristen is er een camping en een zwembad.

## Nabijgelegen kernen
De Heen, Steenbergen, Lepelstraat, Oud-Vossemeer